# رنكة بالاسية
رنكة بالاسية (الاسم العلمي: Clupea pallasii) (بالإنجليزية: Pacific herring or Pallas herring)‏ هي نوع من الأسماك تتبع جنس الرنكة من فصيلة الرنكات.